# Ascenseur à bateaux de Niederfinow

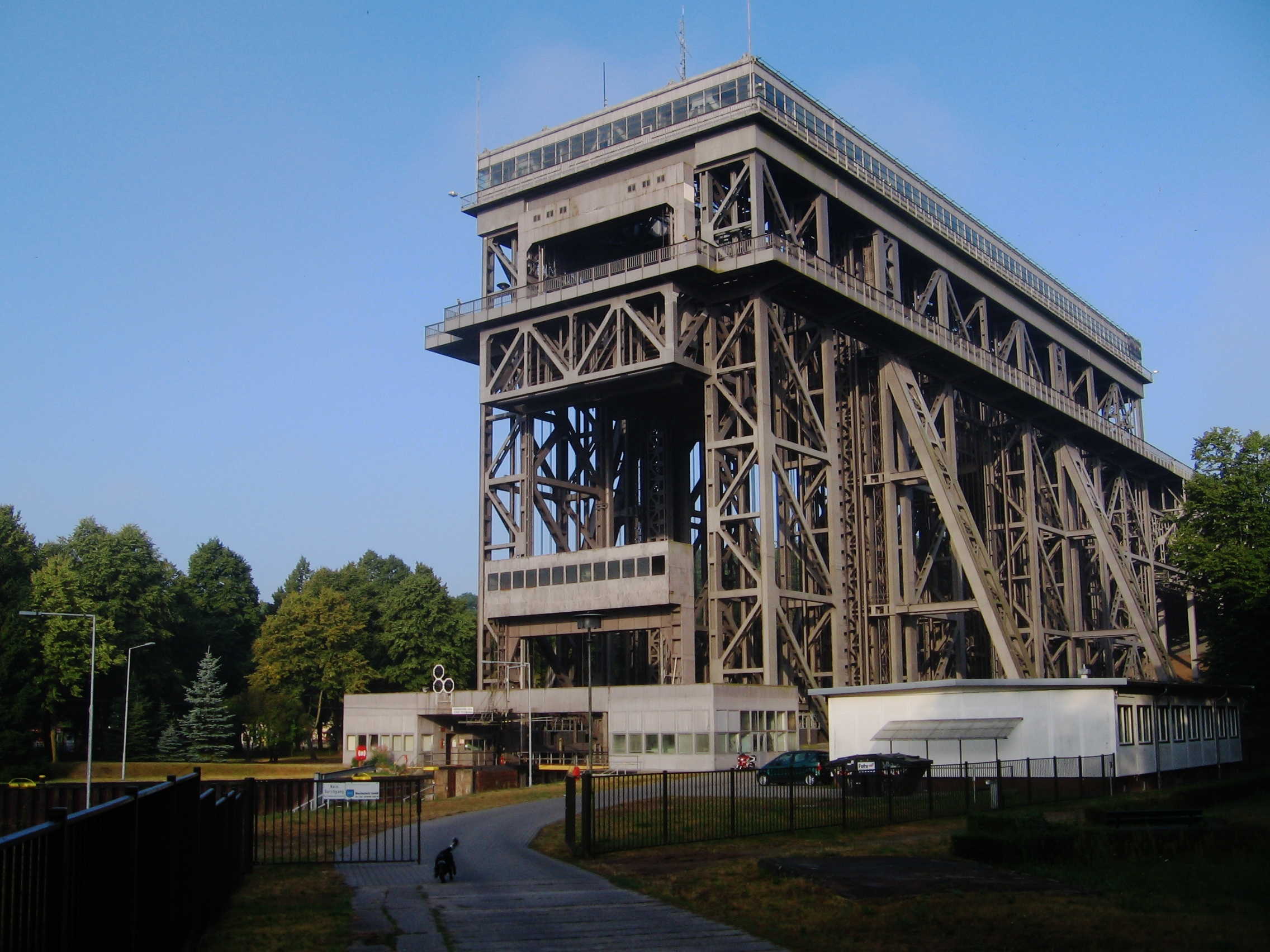
Ascenseur à bateaux de Niederfinow

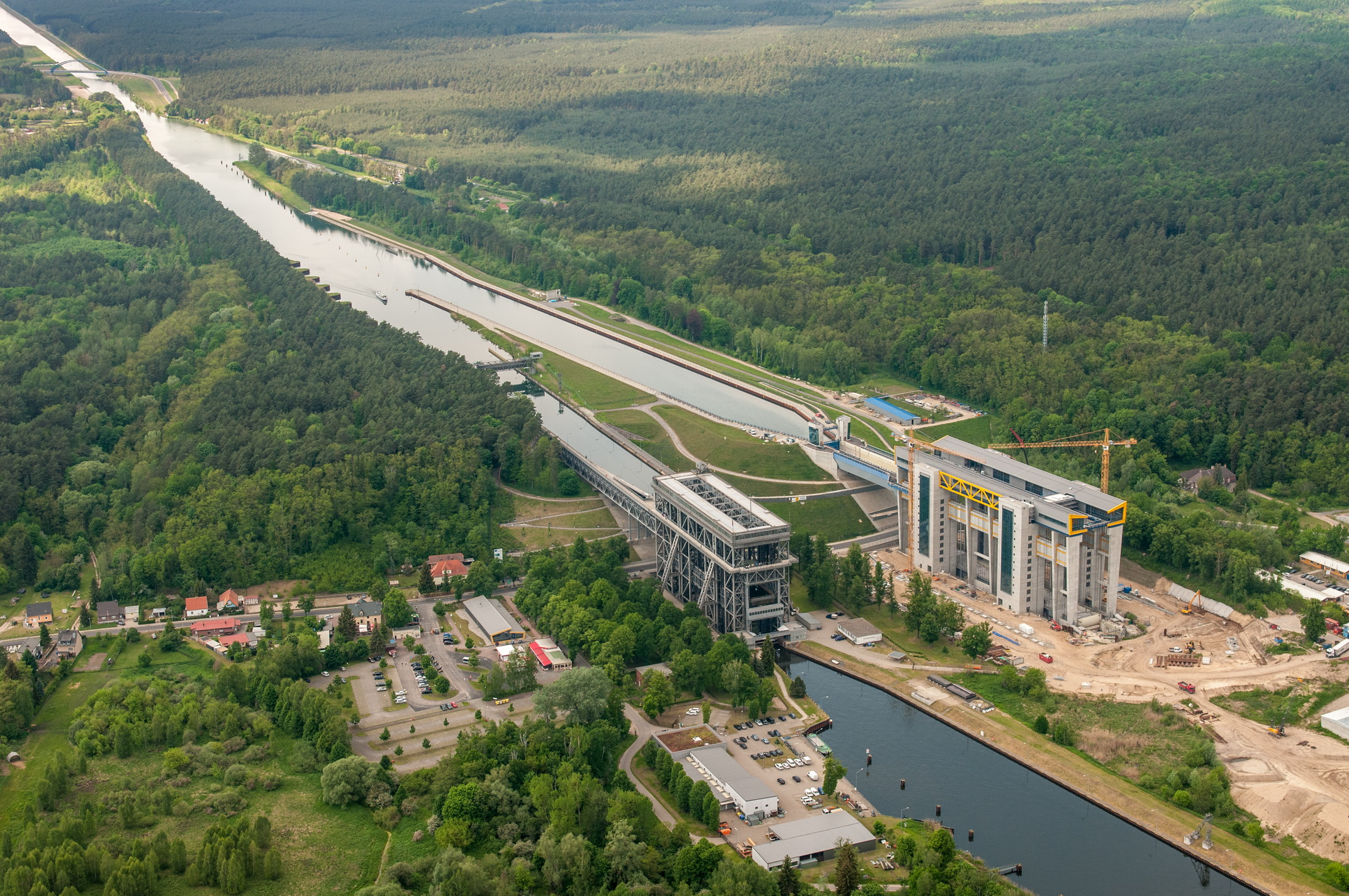
Vue aérienne de l'ouvrage, ainsi que du nouvel ascenseur en construction

 (avril 2017).
Si vous disposez d'ouvrages ou d'articles de référence ou si vous connaissez des sites web de qualité traitant du thème abordé ici, merci de compléter l'article en donnant les références utiles à sa vérifiabilité et en les liant à la section « Notes et références ».
L'ascenseur à bateaux de Niederfinow (en allemand : Schiffshebewerk Niederfinow) est un ascenseur à bateaux allemand situé sur le canal Oder-Havel, près de Niederfinow dans le land du Brandebourg. Il est le plus ancien d’Allemagne encore en service et il permet de surmonter une différence de niveau de 36 m.

## Histoire
Le 17 juin 1914 était inaugurée la voie navigable entre Berlin et Stettin. Le problème de la différence de niveau de Niederfinow était réglée grâce à une série de quatre écluses. On peut encore les visiter aujourd'hui tout à côté de la nouvelle construction.
Les limites de cette échelle d’écluses furent cependant vite atteintes, si bien qu’entre 1927 et 1934, on construisit un ascenseur à bateaux qui fut inauguré le 21 mars 1934. Dès le 26 janvier 1939, la péniche du batelier Haak était la cent millième à avoir été acheminée. Dès la première année, le transport des marchandises s’élève à 2 832 000 tonnes.
Un problème particulièrement difficile vient du fait qu’on ne peut pas alimenter le canal en eau de façon naturelle et qu’il faut donc la retenir par des pompes pour ne pas la perdre. Ce travail qui se fait pratiquement sans perte d'eau représente un progrès par rapport aux écluses ordinaires.
En 1980, l’ouvrage fait l’objet d’une révision générale et les câbles de l'ascenseur sont remplacés en 1984/85.
Aujourd'hui, l’ascenseur à bateaux se révèle trop court pour les convois de péniches, si bien qu’elles doivent être fractionnées. Ayant atteint ses limites, on a décidé d’en construire un plus grand en 1997, entre celui qui existe déjà et la vieille échelle d’écluses. Les travaux ont commencé en 2006 et devaient s'achever en 2011 puis 2017. Du fait notamment de retards de livraison, de la faillite de l'un de ses fournisseurs, d'un manque de main-d'œuvre, avant que la pandémie de coronavirus ne paralyse les travaux, le nouvel ouvrage ne sera finalement opérationnel qu'à l'automne 2022. L’ouvrage actuel doit toutefois encore rester en service jusqu’à 2025 au moins.
L’ascenseur à bateaux de Niederfinow est une attraction touristique fort populaire et le nombre très élevé des visiteurs (500 000 par an) a poussé les autorités à ouvrir un nouveau parking en 2003.

## Sources
1. 1 2  « Un impressionnant ascenseur à bateaux pour accompagner l'essor du fret maritime en Allemagne », sur www.usinenouvelle.com, 4 novembre 2022 (consulté le 23 avril 2023)
2. ↑  « Niederfinow : le nouvel ascenseur hydraulique à bateaux est en bonne voie », sur lemoniteur.fr, 25 novembre 2010 (consulté le 23 avril 2023)
3. ↑  AFP, « [EN PHOTOS] Inauguration d’un gigantesque ascenseur à bateaux en Allemagne », sur Le Journal de Québec (consulté le 23 avril 2023)

- (en) Cet article est partiellement ou en totalité issu de l’article de Wikipédia en anglais intitulé « Niederfinow Boat Lift » (voir la liste des auteurs).